# Gianni Tripodi
Gianni Tripodi (Reggio Calabria, ...) è un allenatore di pallacanestro italiano.

## Carriera

### Club
Dal 1983 al 1998 matura esperienza nel settore giovanile della Viola Reggio Calabria, dove è stato anche assistente allenatore con Carlo Recalcati e con Gaetano Gebbia.
Diventa quindi allenatore del Basket Cefalù in B2 e conquista due promozioni dalla Serie C1 alla B con la maschile dell'Ares Ribera nella stagione 1999-2000 e con la Pallacanestro Catanzaro nel 2002-2003. In mezzo, la breve esperienza sulla panchina della P.C.R. Messina nel 2000-2001, in A1 femminile, durata appena tre partite.
Nel 2003-04 ritorna a Ribera, dove con l'Ares conquista i play-off di Serie B2.
Nel 2005-06 ottiene la promozione in B con la Cestistica Bernalda, dove vince anche una Coppa Italia di Serie C.
Nel gennaio 2007 è chiamato a guidare il Gragnano Basket in Serie B1, dove ottiene un'importantissima salvezza per la compagine gialloblè, nonostante i pronostici alla vigilia davano quest'ultima per spacciata causa un roster incompleto, decimato da infortuni e soprattutto dall'assenza di alcuni giocatori di peso durante la fase più importante della stagione..
Nel 2007-08 torna ancora a Ribera come allenatore della Pallacanestro Ribera nella Serie A1 femminile fino a gennaio.
Nella stagione 2008-09 allena il Potenza 84 in Serie A Dilettanti, dove rimane fino a gennaio, quando rassegna le proprie dimissioni. Dall'estate successiva è ancora alla guida di Catanzaro, in Serie B Dilettanti, con cui chiude al nono posto nel Girone D.
Nel 2010 allena la Nuova Jolly Reggio Calabria in Serie C regionale.

### Nazionale
Nel 2006-07 è stato  assistente della Nazionale italiana Under 16.